# دایسوکه فوجیموتو
دایسوکه فوجیموتو (ژاپنی: 藤元 大輔؛ زادهٔ ۱۲ آوریل ۱۹۷۷) یک بازیکن فوتبال اهل ژاپن است.
از باشگاه‌هایی که در آن بازی کرده‌است می‌توان به باشگاه فوتبال آویسپا فوکوئوکا اشاره کرد.